# Lupineboon

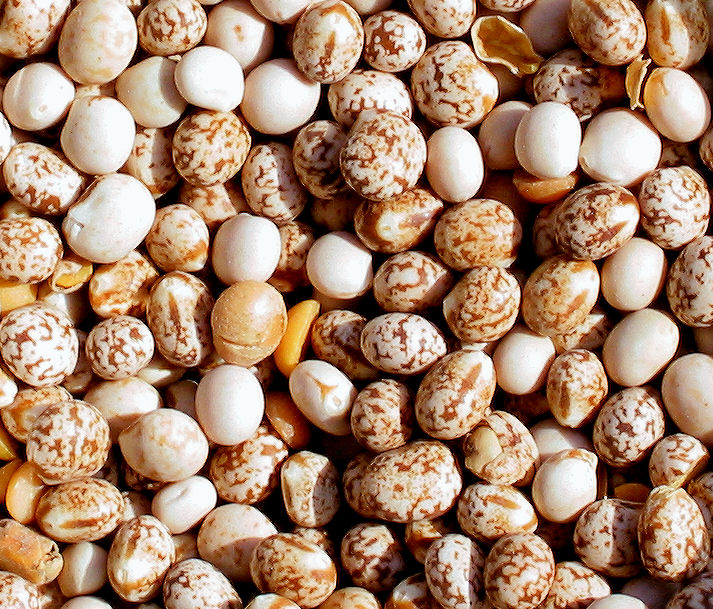
Zaden van voederlupine

Lupinebonen zijn de gele zaden van planten uit het geslacht Lupinus. Lupine is een peulvrucht en de zaden zien er dan ook uit als bonen, die - mits ontdaan van de giftige component - in hun geheel gegeten kunnen worden, maar ook wel worden vermalen tot lupinemeel.
Lupinebonen zijn afkomstig van de zaden van de blauwe lupine (Lupinus angustifolius), de witte lupine (Lupinus albus) of de gele lupine (Lupinus luteus). Onderzoek wordt gedaan naar Andes lupine (Lupine mutibalis). 

## Giftigheid
De meeste lupinebonen zijn giftig voor mensen door de aanwezigheid van een alkaloïde, lupanine. Door een goede bereiding kan de giftigheid worden verminderd, door de bonen meerdere dagen te weken in water en dat meerdere malen te vervangen, hetgeen ook leidt tot een minder bittere smaak. Daarbij moet het water regelmatig afgegoten worden. Mensen met weinig ervaring wordt afgeraden zelf de bonen te bereiden.
Voor menselijke consumptie zijn speciale rassen veredeld. Rassen met alkaloïdarme zaden worden verwerkt tot lupinemeel dat gebruikt wordt voor menselijke consumptie. Dat meel bevat ongeveer 25 % vet en 40 % hoogwaardig eiwit, waaronder de essentiële aminozuren methionine en tryptofaan. De bonen van lupines die in siertuinen worden gekweekt zijn giftig.

## Geschiedenis
De bonen worden traditioneel uit het zuur gegeten in het middellandse zeegebied, met name van de variant L. albus, maar ook in Latijns Amerika (L. mutabilis) en Noordelijk Afrika (L. angustifolius).
De oudste bewijzen dat lupinebonen gegeten werden is uit de 22ste eeuw v.Chr. in Egypte.

## Toepassingen
De meeste lupine komt in de jaren 2020 uit Australië. Het grootste deel van de productie wordt verscheept naar Europa en dient als veevoer.
Lupinemeel is een emulgator en wordt sinds de jaren 1990 steeds vaker verwerkt in voedingsmiddelen zoals pasta’s, koekjes (bijvoorbeeld glacékoeken en stroopwafels), pannenkoekenmeel en snacks. De voedingsmiddelenindustrie beschouwt lupine als een goed alternatief voor vaak genetisch gemodificeerde soja. Het wordt ook toegepast in vleesvervangers en in brood en bakproducten als productverbeteraar. Omdat lupinemeel geen gluten bevat wordt het ook toegepast in glutenvrije producten. In goedkopere varianten van amandelspijs wordt het ook toegepast als "bonenmeel".
Lupinebonen worden ook gebruikt als een variant van tempé, dat traditioneel van gefermenteerde sojabonen wordt gemaakt. Ook wordt het wel gebruikt als alternatief voor zuivelproducten, waarbij dan bijvoorbeeld ook kokosmelk wordt toegevoegd.

## Allergische reacties
Lupinebonen of lupinemeel kunnen allergische reacties geven. Naar schatting heeft 1% van de mensen een primaire allergie voor lupine. Mensen met ook een pinda-allergie hebben als kruisallergie een veel grotere kans daarop (5-28%). Daarom heeft het Europees Parlement besloten dat vanaf december 2008 lupine verplicht op etiketten van voedingsmiddelen moet worden vermeld, naast andere ingrediënten waarvoor vaak allergieën optreden, zoals soja, melk, noten etc.
Symptomen die kunnen optreden bij lupineallergie zijn:
- oraal allergiesyndroom, zoals jeuk in de mond,
- netelroos
- angioedeem
- acute astma
- benauwdheid door zwelling in de keel
- anafylaxie

## Extractie van lupine eiwit
In 2014 werd de Deutscher Zukunftspreis uitgereikt aan drie medewerkers van het Fraunhofer-Gesellschaft die een proces hadden uitgevonden om pure lupine-eiwitten in poedervorm te produceren. Eerst wordt de olie geabstraheerd om de bittere componenten uit de lupinezaden te halen, en vervolgens scheidt men de vezels van de proteïnen. Voordelen zijn de neutrale smaak en de bijzondere eigenschap om water en olie te binden.